# Bob Breunig
Robert Paul „Bob“ Breunig (* 4. Juli 1953 in Inglewood, Kalifornien, USA) ist ein ehemaliger US-amerikanischer American-Football-Spieler. Er spielte als Linebacker für die Dallas Cowboys in der National Football League (NFL) und gewann mit den Cowboys einmal den Super Bowl.

## Jugend
Bob Breunig besuchte in Phoenix, Arizona die High School. Aufgrund seiner sportlichen Leistungen erhielt er als Spieler der dortigen Footballmannschaft zahlreiche Auszeichnungen.

## Spielerlaufbahn

### Collegekarriere
Bob Breunig studierte nach seinem Schulabschluss an der Arizona State University, für deren Footballteam, die Arizona State Sun Devils, er als Linebacker College Football spielte.
Das Team war in der Western Athletic Conference angesiedelt und Breunig konnte sowohl im Jahr 1972, als auch im Jahr 1973 mit der Mannschaft die Meisterschaft der Liga gewinnen. In beiden Jahren konnten die Sun Devils zudem den Fiesta Bowl gewinnen. Breunig, der zeitweise als Mannschaftskapitän des Teams aus Arizona fungierte, spielte in mehreren Auswahlspielen und wurde 1974 zusammen mit seinem Mannschaftskameraden Mike Haynes zum All-American ernannt.

### Profikarriere
Robert Breunig wurde im NFL Draft 1975 von den von Tom Landry betreuten Dallas Cowboys in der dritten Runde an 70. Stelle ausgewählt. Er  wurde von Defensive Coordinator Ernie Stautner in der Defense als Ersatzspieler auf der Position des Linebackers eingesetzt. Die Cowboys waren ein Spitzenteam, zahlreiche Spieler, die für den Pro Bowl nominiert waren oder nach ihrer Laufbahn in die Pro Football Hall of Fame aufgenommen wurden, wie Roger Staubach oder Mel Renfro spielten für die Mannschaft aus Dallas.
In seinem Rookiespieljahr gelang Breunig sein bis zu diesem Zeitpunkt größter sportlicher Erfolg. Die Cowboys konnten in der Regular Season 10 von 14 Spielen gewinnen. Nach einem 37:7-Sieg im NFC Championship Game über die Los Angeles Rams musste sich das Team aus Texas den Pittsburgh Steelers, die von Chuck Noll betreut wurden, geschlagen und geben und verloren im Super Bowl X knapp mit 21:17.
Im folgenden Spieljahr 1976 wurde er Starter auf der Position eines Strongside Linebackers eingesetzt. Er ersetzte dabei Dave Edwards. Im folgenden Spieljahr 1977 wechselte er für Lee Roy Jordan auf die Position eines Middle Linebackers.
Im Jahr 1977 gelang es Bob Breunig mit den Dallas Cowboys den Super Bowl zu gewinnen. Er zog mit seinem Team nach zwölf Siegen bei zwei Niederlagen in der Regular Season in das NFC Championship Game ein, wo die Minnesota Vikings bei ihrer 23:6-Niederlage chancenlos blieben. Diesem Spiel folgte ein 27:10-Sieg über die Denver Broncos, im Super Bowl XII, womit die Cowboys ihren zweiten Super Bowl  feiern konnten.
Im Jahr 1978 gewann Breunig seinen dritten Titel in der National Football Conference. Erneut konnten die Los Angeles Rams im NFC Championship Game geschlagen werden. Dem 28:0-Sieg über die Rams stand allerdings eine 35:31-Niederlage gegen die Pittsburgh Steelers im Super Bowl XIII entgegen.
Bob Breunig spielte bis 1984 bei dem Team aus Dallas und beendete danach seine Laufbahn.

## Ehrungen
Bob Breunig wurde viermal zum All-Pro gewählt, spielte dreimal im Pro Bowl und ist Mitglied in der College Football Hall of Fame, sowie in der Ruhmeshalle seines Colleges.

## Nach der Laufbahn
Der sozial engagierte Robert Breunig wurde nach seiner Laufbahn ein erfolgreicher Geschäftsmann. Bis zum Verkauf seiner Firma im Jahr 2008 war er im Immobiliengewerbe tätig.

## Quelle
- Jens Plassmann: NFL – American Football. Das Spiel, die Stars, die Stories (= Rororo 9445 rororo Sport), Rowohlt, Reinbek bei Hamburg 1995, ISBN 3-499-19445-7
- Peter Golenbock: Landry's Boys: An Oral History of a Team and an Era, Triumph Books, 2005, ISBN 1-61749-954-4
- Brian Jensen, Troy Aikman: Where Have All Our Cowboys Gone, 2005, ISBN 1-4616-3611-6
- Denne H. Freeman, Jaime Aron, I Remember Tom Landry, Sports Publishing LLC, 2001, ISBN 1-58261-459-8